# Mikołaj Rej
Mikołaj Rej, poljski pesnik, pisatelj, politik, glasbenik in plemič, * 4. februar 1505, Nagłowice, † 1569.
Velja za enega od očetov poljske književnosti.

## Življenje
Mikołaj Rej se je rodil leta 1505 kot potomec malopoljske plemiške rodbine iz Nagłowic. Rodil se je v Żurawnu, kamor so se njegovi predniki preselili iz Malopoljske. Šolanje je začel doma, nadaljeval v Krakovu, nato pa na nekem velikaškem dvoru, kjer se je naučil osnov latinščine. Okoli leta 1530 se je vrnil na deželo in se poročil. Svoja obzorja in izobrazbo si je širil z branjem nemških in italijanskih del, tako posvetnih kot tudi teoloških. Postal je kalvinec in se začel zanimati tudi za politiko. Ker je bil bogat in družaben plemič, je bil med somišljeniki zelo priljubljen. V domačem, tj. poljskem jeziku je znal govoriti verze, s katerimi se je šalil, znal pa je skovati tudi ostre kritike. Na to, da je pisal izključno v poljščini, je verjetno vplival reformacijski pogled na pomen pisanja v domačem jeziku, pa tudi to, da je latinščino znal pomanjkljivo. Ustvarjal je vse do svoje smrti leta 1569. Mikołaj Rej je pogosto imenovan za začetnika poljskega leposlovja, saj je prvi pisal izključno v poljščini. O tej svoji zavestni težnji je zapisal:
»A niechaj narodowie wżdy postronni znają, iż Polacy nie gęsi, iż swój język mają.« (»Eno zdaj narodi tuji spoznajo naj vsi: Poljaki imajo svoj jezik, niso gosi.« (prevod: Rozka Štefan))

## Delo

#### Poljska renesansa in njeno družbeno-zgodovinsko ozadje
V 16. stoletju so nove družbene in kulturne struje – humanizem, renesansa in reformacija – na Poljskem dobile posebno podobo. Nosilci nove kulture so bili fevdalci oz. premožna šlahta (szlachta). Z živahno gospodarsko dejavnostjo, zlasti uvažanjem blaga, je šlahta zavirala hitrejši razvoj domače obrti in posledično mest. Mestno prebivalstvo se ni moglo razmahniti, kar je povzročalo neprestane spore med tema dvema slojema prebivalstva. Razvoj večjih poljskih mest (Krakov, Poznanj, Gdansk, Vroclav, Lublin) se je po kratkem razcvetu konec srednjega veka v renesansi zaustavil, v 17. stoletju pa so ta mesta začela propadati. Šlahta je odvzela meščanom pravico do zemljiške posesti izven mest, zviševala bremena podložnikom, kar je še poslabšalo položaj kmetov. Prav tako se je začela šlahta bojevati proti kralju in mu odvzela sodno oblast, kar so potrdili z zakonom Nihil Novi iz l. 1505, ki določa, da kralj brez privolitve sejma ne sme ničesar ukreniti. Med vsem tem so se nadaljevali boji za Ukrajino, Belorusijo in baltske države. Zadnji Jagelonec Sigmund Avgust je leta 1569 v Lublinu spremenil personalno unijo Poljske in Litovskega kraljestva v eno državo s skupnim parlamentom in skupnim voljenim vladarjem. Ločeni so ostali uprava, sodstvo, vojska in finance. S prodiranjem reformacije se je razmahnilo tiskanje knjig v poljskem jeziku, kar je pripomoglo k razvoju literarnega jezika. Tudi na Poljskem so se razširile reformacijske veje: luteranci, kalvinci, češki bratje, arijanci in antitrinitarci, ter nastajale nove kulturne ustanove, zlasti šole, založbe in tiskarne. V sejmu so sprejeli sklep o svobodi vesti in veroizpovedi, ki je predvideval tudi odpravo celibata. Po cerkvenem zboru v Tridentu (1545–1563) pa je cerkev začela s protiofenzivo, v kateri je imel pomembno vlogo red jezuitov, ki je ustanavljal svoje šole in tiskal latinske in poljske knjige.
Obdobje poljske renesanse velja za zlato dobo poljske književnosti. V tem obdobju so poljski pisci edini med slovanskimi narodi ustvarili bogato posvetno književnost (satire, fraszke, figliki, idile, soneti), v kateri prevladujejo plemiški problemi, hkrati pa se dotika vprašanj, ki so zadevala vso poljsko družbo. Poljska renesančna književnost je ustvarila enoten knjižni jezik, razumljiv vsem poljskim pokrajinam. Napredovala je verzifikacija – verz se je iz asilabičnega razvil v silabičnega, pri Reju namesto asonanc pogosto nastopijo rime, Kochanowski pa je ustvaril podlago za klasični poljski silabični verz z vedno enakim številom zlogov in polnimi pravilnimi ženskimi rimami.

#### Ustvarjalni opus Mikołaja Reja
Satirične pesmi Mikołaja Reja so se dolga leta ohranjale s prepisovanjem, na primer Krótka rozprawa międzi Panem, Wójtem a Plebanem (Kratka razprava med graščakom, županom in župnikom), natisnjena leta 1543 pod psevdonimom Ambrozy Korczbok Rożek. Gre za satiro, napisano v obliki pogovora med plemičem (predstavnikom šlahte), županom (predstavnikom kmetov) in duhovnikom (predstavnikom duhovščine). Sestavljena je iz štirih delov: 
- Uvod: Ambrozy Korczbok Rożek ku dobrym towarzyszom

Uvod besedila je napisan oratorsko pravilno in premišljeno in je prav tako sestavljen iz štirih razdelkov. Najprej avtor nagovori bralca, naj delo prebere. V drugem delu predstavi osebe in temo njihovih pogovorov. Nato sledi komentar besedila in napotek bralcu, naj bere natančno. Za konec da avtor navodilo beročemu, naj se zaveda, da je sam (avtor) distanciran od dogodka in da je le napisal in v dialog postavil slišano.
- Pogovor: Rozprawa

Rej v pogovoru med predstavniki treh stanov izpostavlja in napada predvsem duhovščino, ker ta v imenu krščanskih naukov izrablja naivnost kmetov ter si s tem pridobiva gmotne ugodnosti. Duhovščini in plemstvu očita razkošje in zlorabljanje upravnih položajev.
- Monolog države: Rzeczpospolita narzekając mówi

Ta del je imenovan tudi 'monolog države' in je personifikacija Poljske ter poziv k enotnosti, kar je tudi glavno sporočilo celotnega teksta: rešitev ni le prelaganje krivde iz enega na drugega, temveč enotno prizadevanje za graditev skupne države.
- Zaključek: Koniec – ku temu, co czedł

Konča z nagovorom bralca, naj si prebrano zapomni in se tega, o čemer je bral, zaveda.
Rej je satiri z nastopom resničnih ljudi, ne le alegoričnih personifikacij, dodal novo, renesančno vsebino. Pomembna novost je uporaba pregovorov in prispodob ter s tem približevanje jezika živemu, pogovornemu jeziku. Delo spada med družbeno angažirano prozo, ker se v njem konkretno pojavijo težave glede države in razmer v njej. 
Ostali Rejevi dialogi so ohranjeni le v odlomkih in v čeških prevodih in ne obravnavajo tedanjih družbenih vprašanj, temveč na tradicionalen način učijo, kako živeti moralno. Taka je na primer drama Żywot Józefa (Jožefovo življenje) iz leta 1545. Obsega šest tisoč verzov in je eden prvih poljskih dramskih poizkusov (starejše so le pasijonske igre, ki jih niso tiskali). Svetopisemsko zgodbo o Jožefu in njegovih bratih je Rej prikazal v dvanajstih prizorih, ki jih povezuje misel o poravnavi storjene krivice. Kot nagrado za to dramo je Rej od kralja Sigmunda I. prejel vas vključno s tlačani. Kmalu zatem je Rej prevedel Davidov psalter.
Leta 1549 je objavil ostro protikatoliško dramo Kupiec (Kupec), ki jo je priredil po latinski drami Thomasa Naogeorga. V njej napada duhovščino in katoliški nauk o odrešenju z dobrimi deli. 
V zbirki leposlovnih pridig Postylla (Postila) iz leta 1557 Rej kritično presoja katoliški celibat in samostanske redove.
Rejeva dvanajst tisoč verzov dolga in s tem najobširnejša pesnitev Wizerunek własny żywota człowieka poczciwego (Prava podoba življenja poštenega človeka) iz leta 1558 je didaktična pesnitev. Opisuje mladeniča, ki potuje po svetu, peklu in nebesih in posluša nauke največjih modrijanov starega veka. To je prvo poljsko literarno delo, ki skuša podati novo, posvetno gledanje na svet. Opisi prizorov z gradu in iz krčme, živali, lovskih navad in narave so pritegnili številne bralce in delu prinesli veliko slavo.
Leta 1562 je Rej izdal zbirko več stotih epigramov, naslovljeno Zwierzyniec (Zverinjak). V njih opisuje tuje zgodovinske osebnosti, slavi kralja, kritizira sodobnike, daje praktična navodila za življenje in na koncu doda še basni. Brez moralistične tendence so anekdote in šale, ki jih je Rej dodal Zverinjaku in so v drugi izdaji dobile ime Figliki (Smešnice). 
Figlik je oblika epigrama, ki upodablja smešne dogodke ali smešne strani ljudi in posameznih pojavov s svobodnim, včasih tudi prostaškim humorjem. 
Višek Rejevega ustvarjanja predstavlja delo Żywot człowieka poczciwego (Življenje poštenega človeka) iz leta 1568, ki je bilo natisnjeno skupaj z več krajšimi deli v verzih in prozi pod skupnim naslovom Zwierciadło (Zrcalo). Delo Żywot człowieka poczciwego je razdeljeno na tri dele:
1. Mladost
2. Odrasla doba
3. Starost

Pripovedovalec oriše vzor poštenega človeka, ki ga enači s premožnim plemičem. Daje mu nasvete o šolanju, urjenju in popotovanjih v mladosti, v starejših letih pa mu svetuje, naj se naseli na svojem posestvu in posveti gospodarstvu in družini. Dela naj lagodno, brez nepotrebnih naporov in naj uživa življenje. Edino prizadevanje, ki ga ima, je doseči osebno srečo, moralno merilo pa je čista vest. Namen besedila je bralce podučiti, kako naj vzgajajo bodoče plemiče oz. kako naj plemiči živijo, da bodo postali dobri fevdalni gospodje. Izobrazba je pomembna, vendar šteje predvsem poštenost, razsodnost in usmiljenost. Vsakega otroka je treba naučiti samostojno presojati. V tem opisu ni težko razpoznati pisateljevega življenja, hkrati pa je to realističen opis povprečnega poljskega plemiča 16. stoletja.

## Dela
1. Krótka rozprawa między Panem, Wójtem a Plebanem (Kratka razprava med graščakom, županom in župnikom, 1543)
2. Żywot Józefa (Jožefovo življenje, 1545)
3. Psałterz Dawidów (Davidov psalter)
4. Kupiec (Kupec, 1549)
5. Postylla (Postila, 1557)
6. Wizerunek własny żywota człowieka poczciwego (Prava podoba življenja poštenega človeka, 1558)
7. Zwierzyniec (Zverinjak, 1562)
8. Zwierciadło (Zrcalo, 1568)
9. Żywot człowieka poczciwego (Življenje poštenega človeka, 1568)

## Prevodi v slovenščino
Tone Pretnar je v slovenščino prevedel izbrane Rejeve pesmi oz. t. i. figlike, ki so objavljeni v antologiji Pretnarjevih pesniških prevodov z naslovom Veter davnih vrtnic (ur. Niko Jež in Peter Svetina).
- Rima na »všeč mi je naga«
- Ki je pazila na kožuh
- Ki ni hotel plačati punci
- Ki je imela rdeče noge
- Ki je omedlela na moževem pogrebu
- Ki so ga gospe povabile na vrt